# São Pedro (Torres Novas)
Pour les articles homonymes, voir São Pedro.
São Pedro est une freguesia portugaise située dans le District de Santarém.
Avec une superficie de 9,25 km2 et une population de 5 708 habitants (2001), la paroisse possède une densité de 617,3 hab/km2.